# Rummelplatzgeschichten
Rummelplatzgeschichten ist eine Fernsehserie des Saarländischen Rundfunks der ARD, die im Januar 1984 erstmals in 2 Staffeln zu je 13 Folgen ausgestrahlt wurde. 
Die Serie handelt von Schaustellern und ihren Familien, die von Rummel zu Rummel ziehen. Es gab über die Episoden stets wiederkehrende Rollen, wie die der Schausteller-Familie Wiehler, bestehend aus Jean (Alexander Helfmann), Magdalena (Lotte Barthel), deren Sohn Hans (Erwin Scherschel), Schwiegertochter Ilse (Eva Zeidler) sowie die Enkel Doris (Anette Krämer), Jo (Rolf Pulch) und Alex (Manfred Uhl). 
Regie führten unter anderen Konrad Sabrautzky, Peter Deutsch, Dieter Kehler und Michael Werlin. 
Die Drehbücher stammten unter anderen von Alfred Gulden, Jürgen Knop und Rasi Levinas. Die Idee stammte von Helmut Kissel.
Produziert wurde die Serie von der Telefilm Saar GmbH.

## Episoden
| Folge | Titel                           |
| ----- | ------------------------------- |
| 1     | Ein neuer Wiehler               |
| 2     | Magdalena Wiehlers alte Liebe   |
| 3     | Barbara und zweimal Wiehler     |
| 4     | Jo Wiehlers Traum               |
| 5     | Ein echter Wiehler              |
| 6     | Ein Wiehler macht Erfahrungen   |
| 7     | Der Wiehler-Clan                |
| 8     | Der alte Wiehler                |
| 9     | Ruth und Martin                 |
| 10    | Benjamin und Rita               |
| 11    | Maxe                            |
| 12    | Aushilfe gesucht                |
| 13    | Die Satellitenbahn              |
| 14    | Ischa Freimarkt                 |
| 15    | Rundgehn                        |
| 16    | Das Leben ist keine Zuckerwatte |
| 17    | Die Private                     |
| 18    | Fliegende Bauten                |
| 19    | Schöne Ferien, Irene            |
| 20    | Der Angeber                     |
| 21    | Erbfeinde                       |
| 22    | Spätes Wiedersehen              |
| 23    | Bauernhochzeit                  |
| 24    | Das Mißverständnis              |
| 25    | Der Leviathan                   |
| 26    | Folgentitel unbekannt           |